# Dubuque Regional Airport

i7
i11
i13

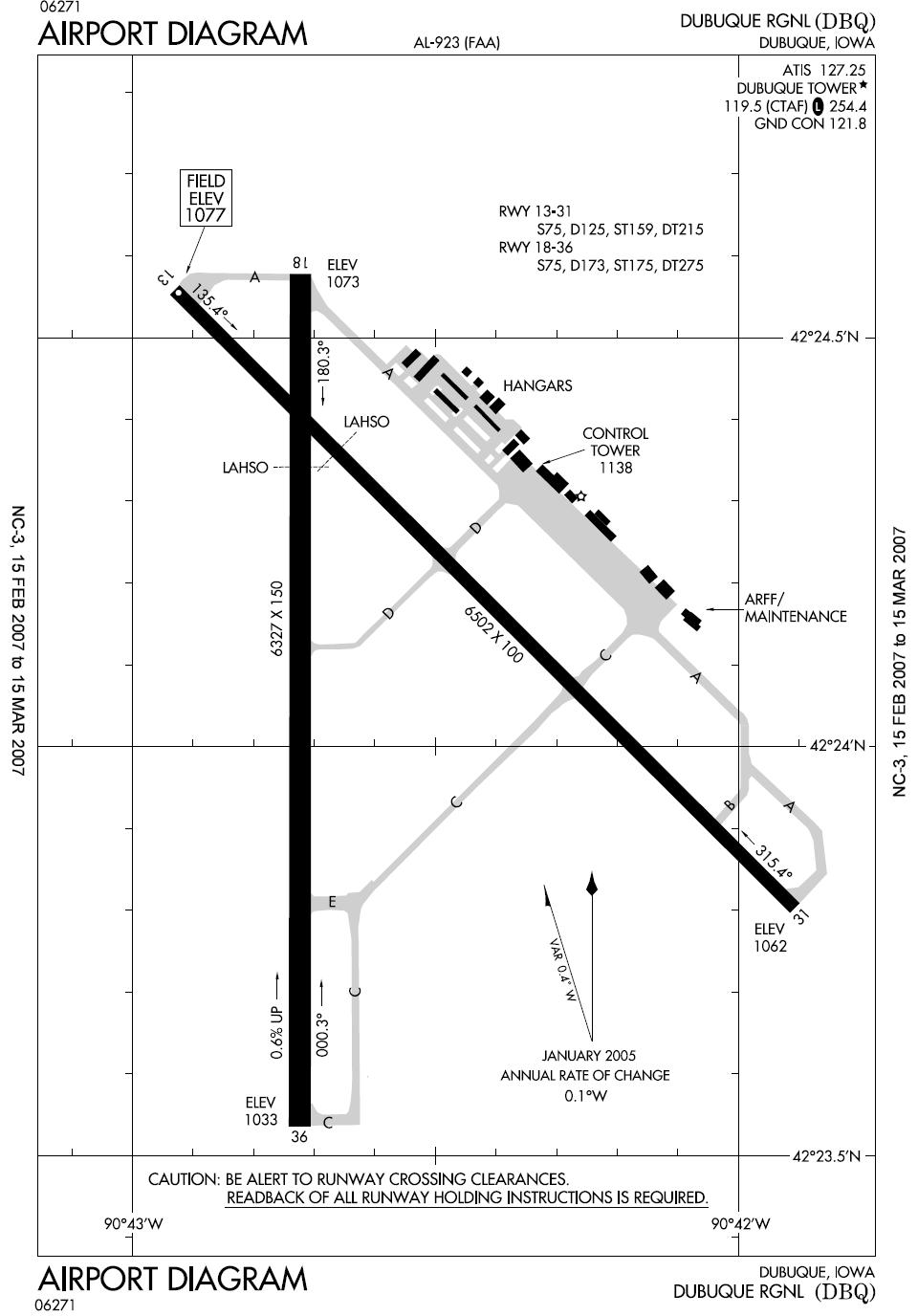
Plan des Flughafens

Der Dubuque Regional Airport (IATA-Code: DBQ, ICAO-Code: KDBQ) ist der Flughafen der Stadt Dubuque im Dubuque County im US-amerikanischen Bundesstaat Iowa. Er liegt zwölf Kilometer südwestlich der Stadt. Der Flughafen befindet sich in Besitz der Stadt Dubuque und wird für die Allgemeine Luftfahrt sowie den Linien- und Charterverkehr der Region an der Schnittstelle der drei Bundesstaaten Iowa, Illinois und Wisconsin genutzt.

## Lage
Der Dubuque Regional Airport liegt unweit des Mississippi, der die Grenze zu Illinois und wenige Kilometer weiter nördlich zu Wisconsin bildet. Unmittelbar nördlich des Flughafens treffen der zum Freeway ausgebaute U.S. Highway 151 und der U.S. Highway 61 zusammen und führen auf gemeinsamer Strecke nordöstlich nach Dubuque.

## Flughafenanlagen
Der Dubuque Regional Airport hat eine Gesamtfläche von rund 400 Hektar. Er verfügt über zwei Landebahnen mit Betonbelag und ist ganztägig geöffnet. Für die Abfertigung der Passagiere verfügt der Flughafen über einen Terminal mit drei Flugsteigen und eine Fluggastbrücke sowie eine Gepäckförderanlage. Auf dem Flughafengelände gibt es zwei Mietwagenstationen.